# Sobrado (Galiza)

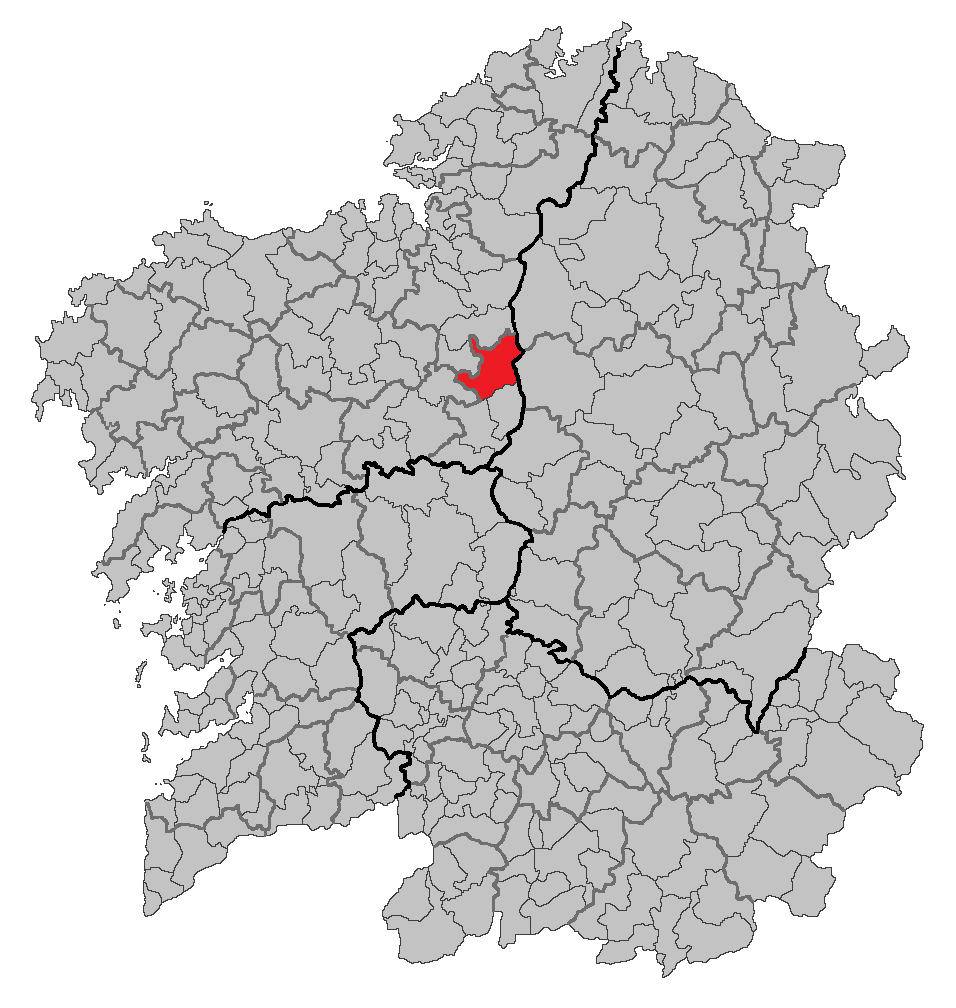
Localização de Sobrado (Espanha)

Sobrado é um município da Espanha na província 
da Corunha,  comunidade autónoma da Galiza, de área 120,86 km² com uma população de 2244 habitantes (2007) e densidade populacional de 19,53 hab/km². O município de Sobrado também é conhecido pelo nome de Sobrado dos Monxes, mas não é o nome oficial.

## Demografia
Sobrado compartilha com  a maioria dos municípios  do interior do rural da Galiza o despovoamento gradual desde meados do século XX, acentuada nos anos sessenta e setenta por a migração para grandes centros urbanos e nos anos noventa e início do século XX por um envelhecimento populacional forte, o que levou, simultaneamente a um  aumento da mortalidade e uma diminuição significativa na taxa de natalidade.
| Variação demográfica do município entre 1991 e 2004 | Variação demográfica do município entre 1991 e 2004 | Variação demográfica do município entre 1991 e 2004 | Variação demográfica do município entre 1991 e 2004 |
| --------------------------------------------------- | --------------------------------------------------- | --------------------------------------------------- | --------------------------------------------------- |
| 1991                                                | 1996                                                | 2001                                                | 2004                                                |
| 2894                                                | 2706                                                | 2402                                                | 2360                                                |

## Geografia

### Clima
O clima é caracterizado por um domínio oceânico, úmido e frio, com chuvas intensas, devido à maior latitude na Região Autónoma galega e pela dorsal galega, exercendo funções de ecrã das tempestades do Atlântico, com cerca de 1400 milímetros anuais.
As temperaturas são mais extremas, o resultado da recessão da zona costeira e sua posição no sopé da Serra. A temperatura média anual é de 8,4 °C, sofre alterações importantes, com elevações em julho para 33 °C e mínima em Dezembro a 3 °C abaixo de zero.

### Orografia
O município está localizado numa zona de montanha correspondente à Dorsal Galega. O oeste e o sul são os pontos altos do concelho, nas montanhas da Cova da Serpe e montes do Corno do Boi, a oeste, e as montanhas do Bocelo para o sul são os pontos mais elevados.
Estes sistemas de montanha estão a cerca de 750 m de altitude. Neles se encontra o Monte Campelo, com 806 m, e a montanha do Pilar, com 801 m, situada na fronteira da província.

### Hidrografia
Embora a rede hidrográfica do município é caracterizada por pequenos riachos, com fluxo baixo, típico de uma área da montanha, tem aqui a cabeça de  dois principais rios da Galiza ocidental: o Mandeo, descendente a partir daqui, em direção ao noroeste do estuário de Betanzos, onde deságua, e o  Tambre que, através do planalto central onde deságua  no estuário da  ria de Muros e Noia.  Portanto é um dos pontos de divergência fluviais mais importantes da Galiza, que está localizado nas montanhas do Bocelo .

## Patrimônio Histórico Artístico

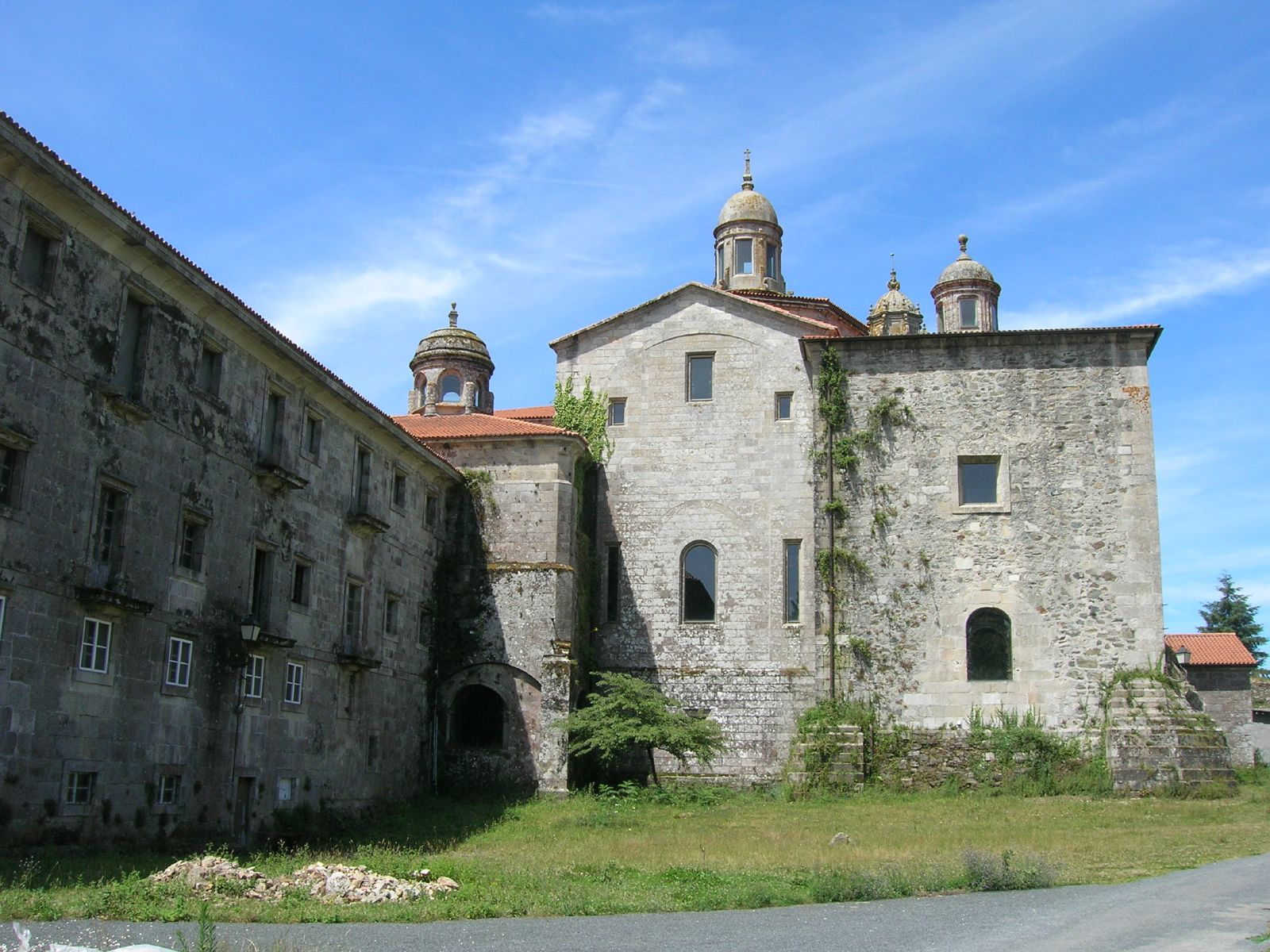
Mosteiro cistercense de Sobrado dos Monges‎

### Mosteiro de Santa Maria de Sobrado dos Monges
O Mosteiro de Santa Maria de Sobrado dos Monges citado em documentos como século X, sob o nome de San Salvador. A história dos primeiros 150 anos de vida monástica não é suficientemente estudada, sabemos que no início do século XII, o mosteiro foi abandonado. Em 1142, Bernardo de Claraval enviou da Abadia de Claraval uma comunidade de monges. 
Durante o século XII e XIII  o mosteiro desenvolve uma grande actividade.
Depois como a maioria dos mosteiros de Espanha e Europa, denominada fase de decadência, que termina em 1498, quando entrou na Congregação de Castela. A igreja maior foi concluída no final do século XVII.
Santa María de Sobrado passa por uma nova fase de declínio, culminando em 1834. Começa uma progressiva deterioração dos edifícios.
Em 1954, encomendado pelo arcebispo de Santiago de Compostela e o mosteiro cisterciense de Viaceli, localizado en Cóbreces, Cantabria, começou a tarefa de reconstrução, e em julho de 1966 foi enviada uma comunidade de monges.

### O acampamento romano da Cidadela
O acampamento esta abrigado em um platô de 480 metros, está rodeado por uma cadeia de montanhas, a Serra da Corda, a sua altura varia entre 522 e 601 metros. A presença do acampamento neste lugar se deve a razões estratégicas, como controlar o passo na via romana de Lugo.
O acampamento é retangular com cantos arredondados. Suas dimensões são 172 metros de comprimento por 140 metros de largura, o equivalente a uma área de 2,40 ha, que são as medidas adequadas para uma coorte. Este acampamento é protegido inteiro por um muro e um fosso e um número de postos de controlo situados perto do acampamento. Entre os materiais encontrados no acampamento figuram moedas, do tempo de Domiciano (86) até Claudius II (270),  uma vasta gama de vidro, bronze, objectos de ferro,  construção de cerâmica, etc.

### Paçosde Sobrado
- Paço de Golmar (Roade)
- Paço da Casa do Gado (Sobrado)
- Paço de Carrete (Sobrado)
- Paço da Armada (Cumbraos)

## Patrimônio Natural
Sobrado possui um rico património natural, com numerosos rios e lagos, uma zona húmida declarado de interesse europeu, além de numerosos  floresta de carvalhos, castanheiros, bétulas, etc.

### A Lagoa
A sua origem é artificial, construída entre 1500 e 1530 pelos monges, com o represamento das águas de alguns pequenos rios para irrigar gramados e mover os moinhos e obter peixes. É um corpo de água  em forma circular, que abrange uma área aproximada de 10 hectares, com uma profundidade média de 1,5 metros e 4,5 metros de altura. Ele está situado a uma altitude de 510 metros e tem uma variação anual no seu nível de cerca de 20 centímetros. É uma boa representação do ecossistema do lago onde vivem sapos, patos, libélulas, lontras e corvos marinhos e outras espécies. assim como algas endêmicas. A lagoa de Sobrado é uma zona húmida declarada de interesse europeu.

### Pena da Moura e Dolmen dos Fornos dos Mouros
Nos limites municipais de Toques e Sobrado, na Serra do Bocelo, localiza-se a Pena da Moura, que são duas pedras redondas, sobre as quais a lenda de sua origem di que teriam sido colocados ali por mãos humanas.
Também nas proximidades fica o dólmen de Forno dos Mouros, no qual existem algumas pinturas rupestres. Actualmente, nâo está em bom estado.

### Carvalheira da Casa do Gado e Carvalho de Portacal
A Carvalheira da Casa do Gado é uma floresta de carvalhos onde foi filmado um filme chamada El bosque animado ("A floresta animada"), filme dos anos 80. Perto da floresta está o carvalho de Portacal, que é o segundo mais antigo da Galiza  segundo a catalogação da sociedade Galega de História Natural.